# 格利森山
71°15′S 66°9′E / 71.250°S 66.150°E
格利森山（英語：Mount Gleeson）是南極洲的山峰，位於麥克羅伯特森地，屬於查爾斯王子山脈的一部分，處於沃伊納爾斯基山以西11公里，以氣象觀測員命名，現時由南極條約體系管理。